# Келифски Узбой
Келифски Узбой (на туркменски; на руски: Узбой Келифский) е дълга и тясна система от солончакови котловини в югоизточната част на пустинята Каракум, разположена на територията на Северен Афганистан и Югоизточен Туркменистан. Простира се от афганистанския град Акча на 290 m н.в. на северозапад на протежение от 240 km и ширина от 0,4 до 1,5 km. Завършва на около 206 m н.в. в пустинята Каракум. Представлява древната долина на долното течение на афганистанската река Балхаб. По Келифски Узбой преминава около 70 km от трасето на Каракумския напоителен канал. В централната ѝ част, на туркменистанска територия е изградено голямото Зейдско водохранилище, което се подхранва с води от канала.